# Ringenhain
Ringenhain is een plaats in de Duitse gemeente Steinigtwolmsdorf, deelstaat Saksen.